# Angel Camilo Petragrassa
Angel Camilo Petragrassa (Pavía, Ducado de Milán, Imperio Español, actual Italia 1656-Misiones jesuíticas guaraníes, Virreinato de Perú, actual Brasil 1725) fue un sacerdote jesuita milanés que habría sido un buen arquitecto y constructor, aunque casi no hayan quedado datos sobre su labor.

## Biografía
Nació en Pavía, en el Milanesado en 1656. Llegó junto al padre José Brasanelli al Río de la Plata en 1690.
Según fuentes confiables fue un buen arquitecto y constructor, aunque casi no han quedado datos sobre su labor y no resulta fácil diferenciar sus obras de las realizadas en colaboración con José Brasanelli. 
Entre 1710 y 1713, cuando ya llevaba 19 años de misionero entre los guaraníes, fue destinado a ocupar el rectorado del Colegio de San Ignacio, en Buenos Aires. Probablemente querían su asesoramiento para las construcciones que se estaban concretando en la actual Manzana de las Luces, y efectivamente habría colaborado con el padre arquitecto Juan Kraus, S.J., quien además de erigir la iglesia de San Ignacio de Buenos Aires, debía atender innumerables requerimientos constructivos en chacras, estancias, y casas urbanas.
Es probable que haya tenido intervención en las construcciones de Concepción, San Javier, San Ignacio Miní, y especialmente en Santo Tomé, donde estuvo entre 1713 y 1724 como párroco, y como ayudante de párroco. 
Al menos, en 1725 el provincial de los jesuitas, ordenaba para las iglesias que se levantaran en las reducciones de San Javier, y Concepción, se consultara indistintamente a Petragrassa o a José Brasanelli.
Murió en las misiones jesuíticas del Guayrá, en 1725.